# Shell script

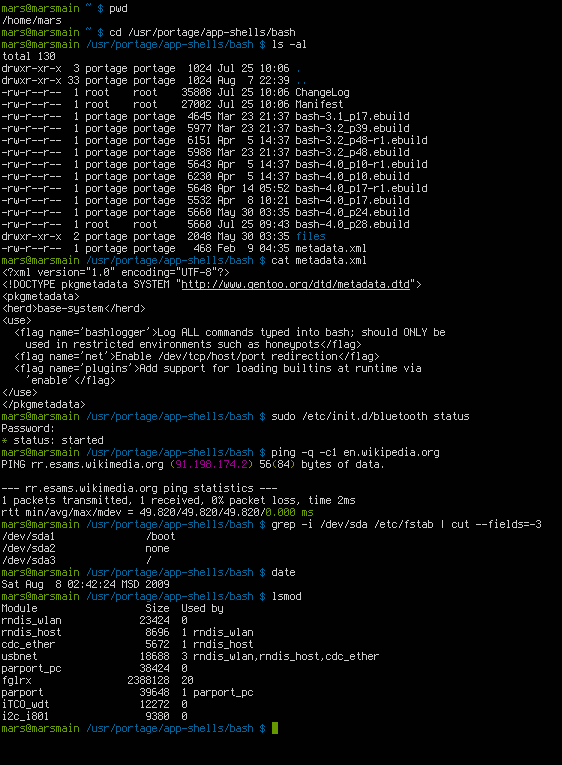
Bash - linha de comando

Shell script é o  nome dado a um arquivo que será interpretado por algum programa tipo Shell. Atualmente existem vários programas tipo  Shell. Além dos principais - sh e bash -, existem também, ksh, zsh, csh e tcsh. Um Shell script (ou script em Shell) necessita basicamente do interpretador Shell.
Algumas operações típicas executadas por linguagens de script em Shell incluem; manipulação de arquivos, execução de programas e impressão de texto. Sendo assim é muito comum que scripts sejam utilizados para automatização de tarefas - como configurar o ambiente, executar um programa e fazer qualquer limpeza, registro, etc. Essas tarefas  executadas  por scripts em Shell  são conhecidas mais popularmente como Shell Wrappers.

## História
A primeira linguagem de script em Shell, criada por Stephen R. Bourne, veio a ser implementada na versão 7 do Unix Shell e ficou conhecida como Bourne Shell (sh).  Após a sua implementação, diversas outras linguagens de scripts baseadas no  sh vieram, tais como Korn Shell, e DMERT Shell, sendo que, em 1989, foi lançada a linguagem que se tornou Shell de login padrão em diversas distribuições Linux, a GNU Bash ou simplesmente Bash.

## Funcionalidades e Capacidades

### Selecionar Shell
Para selecionar qual Shell será utilizado, use a combinação de hashtag (#) mais exclamação (!) e caminho do executável na primeira linha do arquivo script, isso vem a ser conhecido como Shebang.

- Para declarar que o script deve ser interpretado por Bourne Shell (sh) a primeira linha será escrita da seguinte forma:
```
#!/bin/sh

```

- Para declarar que o script deve ser interpretado por Bourne-Again shell (Bash) é recomendável a utilização do comando env, pelo fato que apesar de o Bash já vir instalado em muitas distribuições Linux, não sabemos se estará em todas elas no mesmo diretório /bin/, então use a seguinte forma:
```
#!/usr/bin/env bash

```

### Comentários
Os comentários nas linguagens Bourne Shell (sh) e Bourne-Again Shell (bash) serão utilizados hashtag (#), Exemplo de comentários:
```
#Comentário

#- Segundo comentário

# // [ Terceiro comentário ] //

```

### Variáveis
Como qualquer outra linguagem de programação conhecida, um script em Shell também possui suporte a variáveis. Em uma breve explicação uma variável é um nome/objeto simbólico ao qual podemos atribuir valores, ler ou manipular o conteúdo. Para mais informações, leia-me. Os scripts em Shell podem lidar com diferentes tipos de variáveis sem precisar definir o tipo:
```
MENSAGEM_DATA
=
1979

MENSAGEM_NOME
=
"Bourne Shell"

mensagem_tipo1
=
"Unix Shell"

mensagem_autor
=
"Stephen Bourne"

MENSAGEM
=
ola

_MENSAGEM2
=
oi-2.020

```

#### Variáveis Pré-definidas
Os scripts em Shell possuem as seguintes variáveis pré-definidas:
- $?    -  Armazena o status de saída do último programa executado;
- $#    -  Armazena a quantidade de parâmetros de linha de comandos;
- $$    -  Armazena o valor PID (Process Identifier) do script em shell que estiver em execução;
- $@    -  Armazena o valor de todos os parâmetros passados, similar a variável argv presente nas linguagens de programação C e C++;
- $!    -  Armazena o PID do último processo em segundo plano. Isso é útil para acompanhar o processo à medida que o trabalho é realizado;
- $0, ..., $9   -  Armazena os valores de todos os parâmetros de linha de comando separadamente;

#### Variáveis Globais
Variáveis globais ou variáveis de ambiente globais, são variáveis criadas/definidas com o comando export e podem ser utilizadas por múltiplos scripts em Shell. Um exemplo é a variável de ambiente LANG (Pré-definida em diversas distribuições Linux), Podendo ser acessada por diversos arquivos de script em Shell.
Outras variáveis pré definidas são:
- PATH: define diretórios de procura por programas executados no shell;
- USER: informa o nome do usuário do shell;
- HOME: informa o caminho do diretório home do usuário;
- LANG: Idioma/Linguagem, especificada como locale;
- PWD: diretório atual;
- TERM: Tipo de terminal atual em uso.
- UID: UID do usuário atual.
- RANDOM: Gera um número aleatório

A duas formas de criar uma variável global, exportar uma variável pré definida ou definir quando for exportar:
```
VARIAVEL1
=
Teste

export
 
VARIAVEL1

# Define e exporta com export

export
 
VARIAVEL2
=
Teste

```

#### Array
Bourne Shell (sh) não é compatível com variáveis tipo array, mas Bourne-Again Shell (Bash) sim, exemplo simples de implementação:
```
#!/usr/bin/env bash

meu_array
=(
1
 
2
 
3
 
4
 
5
 
6
 
7
 
8
 
9
)

meu_Array
=(
"abc"
 
"def"
 
"ghi"
)

```

#### Array Associativo
Podemos construir em Bash arrays associativos, também chamados de dicionários
```
#!/usr/bin/env bash

declare
 
-A
 
dicionario

dicionario
[
"Brasil"
]=
"Brasília"

dicionario
[
"Goiás"
]=
"Goiânia"

dicionário
[
"São Paulo"
]=
"São Paulo"

dicionario
[
Sergipe
]=
Aracajú

echo
 
${
dicionario
[
"Brasil"
]
}

```

#### Chamar variáveis
Para chamar variáveis utiliza-se o sinal de cifrão $var. O cifrão ($) também é bastante utilizado em script sh, para executar programas externos exemplo: var=$(expr 2 + 2) irá armazenar a saída do programa expr. E o cifrão mais chave ${var} é comum ser utilizado das seguintes maneiras:
Para acessar posições em um array ${var[1]}. (obs.: não funciona para sh, apenas para Bash)

E também para substituir o valor de uma variável se a mesma não possuir um valor: ${var:-nome}  -  ${var:=nome}  -  ${var:-$(programa)} dessas maneiras irão substituir pelo que for passado depois de :- ou :=, exemplo em código:
```
read
 
-p
 
"Digite um nome: "
 
myname

echo
 
"
${
myname
:=
$(
whoami
)
}
"

```

O código acima irá pedir para o usuário digitar um nome, caso digite irá utilizar echo para imprimir o nome digitado na saída padrão, caso contrário irá substituir pela saída do comando whoami, ao invés de substituir pela saída de um comando, você pode substituir por outro valor exemplo: ${myname:=Bourne Shell}.

##### Remover Variáveis
Para remover uma variável, utiliza-se o comando unset + nome da variável, você pode também remover múltiplas variáveis basta separá-las por espaços.
```
unset
 
VAR

unset
 
VAR1
 
VAR2
 
VAR3
 
VAR4

```

### If
Declaração if para scripts em bash ou sh:
```
if
 
[
 
$1
 
=
 
$2
 
]
;
 
then

    
echo
 
"Parametro 1=
$1
 é igual a 2=
$2
."

fi

```

Existe também outra forma:
```
[
 
$1
 
=
 
$2
 
]
 
&&
 
{
 
echo
 
"Parametro 1 (
$1
) é igual a 2 (
$2
)."
;
 
exit
 
0
;
 
}

```

### If-else
Declaração if else para scripts em bash ou sh, há diversas formas diferentes, tenha cuidado para não esquecer os espaços entre os colchetes eles são muito importantes:

A declaração if else mais comum e mais utilizada é a seguinte:
```
if
 
[
 
$1
 
=
 
$2
 
]
;
 
then

    
echo
 
"Parametro 1 (
$1
) é igual a 2 (
$2
)."

else

    
echo
 
"Parametro 1 (
$1
) não é igual a 2 (
$2
)."

fi

```

Mas, existe uma abreviação que também é muito utilizada que é menor e muito boa para teste de linha única:
```
[
 
$1
 
=
 
$2
 
]
 
&&
 
{
 
echo
 
"Parametro 1 (
$1
) é igual a 2 (
$2
)."
;
 
exit
 
0
;
 
}
 
||
 
{
 
echo
 
"Parametro 1 (
$1
) é diferente de 2 (
$2
)."
;
 
exit
 
0
;
 
}

```

### Else-if
Declaração else if para scripts em bash ou sh são diferentes de algumas linguagens de programação, exemplo:
```
if
 
[
 
$3
 
]
;
 
then

    
echo
 
"
$3
"

elif
 
[
 
$2
 
]
;
 
then

    
echo
 
"
$2
"

else

    
echo
 
"
$1
"

fi

```

### Case
Scripts em Bash ou sh, permitem case, a sintaxe é a seguinte:
```
case
 
"
$var
"
 
in

    
valor
)

    
;;

esac

```

### Expressões Regulares
Scripts em Bash possui compatibilidade com Expressões Regulares, algo que scripts em Bourne Shell (sh) não reconhecem:
```
#!/usr/bin/env bash

[[
 
$1
 
=
~
 
^sh
|
SH$
 
]]
 
&&
 
{
 
echo
 
"
$1
 - Bourne Shell"
;
 
}

```

### Operadores
Existem diversos operadores para cada Shell script, mas aqui serão passadas informações especificamente sobre Bourne shell por ser mais comum e muitos outros shell são similares. Os seguintes operadores serão explicados aqui:

#### - Operadores Aritméticos
| Operadores       | Descrição                                                                        | Exemplos                                                            |
| ---------------- | -------------------------------------------------------------------------------- | ------------------------------------------------------------------- |
| + (Adição)       | Utilizado para somar valores em ambos lados do operador                          | $(expr 10 + 20) será igual 30                                       |
| - (Subtração)    | Utilizado para subtrair valores do lado direito para o esquerdo                  | $(expr 20 - 30) será igual -10                                      |
| *(Multiplicação) | Utilizado para multiplicar valores em ambos lados do operador                    | $(expr 2 \* 6) será igual a 12                                      |
| / (Divisão)      | Utilizado para dividir o valor esquero pelo direito do operador                  | $(expr 12 / 6) será igual a 2                                       |
| % (Módulo)       | Utilizado para dividir o valor da esquerda pelo da direita e retornar o restante | $(expr 12 % 6) será igual a 0                                       |
| = (Igual)        | Utilizado para atribuir valores e para testar valores.                           | x=2 Atribui o valor 2 para variável x. [ $x = 2 ] Se $x é igual a 2 |
| != (Não igual)   | Utilizado para testas se um valor é diferente de outro.                          | [ $x != 3 ] Se $x é diferente de 3                                  |

#### - Operadores Booleanos
| Operadores    | Descrição | Exemplos                                                   |
| ------------- | --- | ---------------------------------------------------------- |
| ! (Diferente) | Conhecido como Operador Lógico de negação. Utilizado para inverter uma condição de verdadeira para falsa e vice versa. | [ ! $x = 22 ] Se o valor de x é diferente de 22.           |
| -o (ou)       | Conhecido como Operador Lógico OR. Utilizado para testar duas ou mais possibilidades.                                  | [ $x = 22 -o $x = 23 ] Se o valor de x é igual a 22 ou 23  |
| -a (e)        | Conhecido como Operador Lógico AND. Utilizado para testar duas ou mais possibilidades.                                 | [ $y = 22 -a $x = 22 ] Se o valor de x e y são iguais a 22 |

#### - Operadores para Teste de Arquivos
| Operadores | Descrição | Exemplos                |
| ---------- | --- | ----------------------- |
| -b arquivo | Verifica se o arquivo é um arquivo especial de bloco; se sim, então a condição se torna verdadeira.                                  | [ -b /etc/resolv.conf ] |
| -c arquivo | Verifica se o arquivo é um arquivo especial de caracteres; se sim, então a condição se torna verdadeira.                             | [ -c /etc/resolv.conf ] |
| -d arquivo | Verifica se o arquivo é um diretório; se sim, então a condição se torna verdadeira                                                   | [ -d /etc/resolv.conf ] |
| -f arquivo | Verifica se arquivo é um arquivo comum em oposição a um diretório ou arquivo especial; se sim, então a condição se torna verdadeira. | [ -f /etc/resolv.conf ] |
| -g arquivo | Verifica se o arquivo possui o seu conjunto de bits de identificação de grupo (SGID); se sim, então a condição se torna verdadeira.  | [ -g /etc/resolv.conf ] |
| -k arquivo | Verifica se o arquivo tem seu bit fixo definido; se sim, então a condição se torna verdadeira.                                       | [ -k /etc/resolv.conf ] |
| -p arquivo | Verifica se o arquivo é um pipe nomeado; se sim, então a condição se torna verdadeira.                                               | [ -p /etc/resolv.conf ] |
| -t arquivo | Verifica se o descritor de arquivo está aberto e associado a um terminal; se sim, então a condição se torna verdadeira.              | [ -t /etc/resolv.conf ] |
| -u arquivo | Verifica se o arquivo tem seu bit Set ID do usuário (SUID) definido; se sim, então a condição se torna verdadeira.                   | [ -u /etc/resolv.conf ] |
| -r arquivo | Verifica se o arquivo está legível; se sim, então a condição se torna verdadeira.                                                    | [ -r /etc/resolv.conf ] |
| -w arquivo | Verifica se o arquivo é gravável; se sim, então a condição se torna verdadeira.                                                      | [ -w /etc/resolv.conf ] |
| -x arquivo | Verifica se o arquivo é executável; se sim, então a condição se torna verdadeira.                                                    | [ -x /etc/resolv.conf ] |
| -s arquivo | Verifica se o arquivo tem tamanho maior que 0; se sim, então a condição se torna verdadeira.                                         | [ -s /etc/resolv.conf ] |
| -e arquivo | Verifica se o arquivo existe; é verdadeiro mesmo se o arquivo for um diretório, mas existe.                                          | [ -e /etc/resolv.conf ] |

#### - Operadores Relacionais
| Operadores | Descrição | Exemplos     |
| ---------- | --- | ------------ |
| -eq        | Verifica se o valor de dois operandos é igual ou não; se sim, então a condição se torna verdadeira.                                   | [ $x -eq 2 ] |
| -ne        | Verifica se o valor de dois operandos é igual ou não; se os valores não forem iguais, a condição se tornará verdadeira.               | [ $x -ne 2 ] |
| -gt        | Verifica se o valor do operando esquerdo é maior que o valor do operando direito; se sim, então a condição se torna verdadeira.       | [ $x -gt 2 ] |
| -lt        | Verifica se o valor do operando esquerdo é menor que o valor do operando direito; se sim, então a condição se torna verdadeira.       | [ $x -lt 2 ] |
| -ge        | Verifica se o valor do operando esquerdo é maior ou igual ao valor do operando direito; se sim, então a condição se torna verdadeira. | [ $x -ge 2 ] |
| -le        | Verifica se o valor do operando esquerdo é menor ou igual ao valor do operando direito; se sim, então a condição se torna verdadeira. | [ $x -le 2 ] |

#### - Operadores de String
| Operadores   | Descrição | Exemplos    |
| ------------ | --- | ----------- |
| -z           | Verifica se o tamanho do operando da string fornecido é zero; se tiver comprimento zero, retornará verdadeiro.                           | [ -z $str ] |
| -n           | Verifica se o tamanho do operando da string especificado é diferente de zero; se tiver um comprimento diferente de zero, retornará true. | [ -n $str ] |
| [ $uma_var ] | Verifica se Uma_var não é a string vazia; se estiver vazio, ele retornará false.                                                         | [ $str ]    |

### Loop

#### For
Esse tipo de loop funciona da mesma forma para ambos Bash e sh.
```
# Irá executar echo "Test" 3 vezes

for
 
i
 
in
 
1
 
2
 
3

do

    
echo
 
"Test"

done

# Em apenas uma linha

for
 
i
 
in
 
1
 
2
 
3
;
 
do
 
echo
 
"Test"
;
 
done

```

#### While
Existem diversas formas de utilizar o loop while para scripts em Bash ou sh:
```
while
 
[
 
-z
 
$a_input
 
]
;
 
do

    
read
 
-p
 
"Enter para continuar ou digite qualquer coisa para sair: "
 
a_input

done

while
 
[
 
-z
 
$b_input
 
]
;
 
do
 
read
 
-p
 
"Enter para continuar ou digite qualquer coisa para sair: "
 
b_input
;
 
done

while
 
read
 
-p
 
"Digite um numero: "
 
c_input

do

    
if
 
[
 
$c_input
 
-gt
 
25
 
]
;
 
then

        
echo
 
"Numero 
$c_input
 é maior que 25"

        
break

    
else

        
echo
 
"Numero 
$c_input
 é menor que 25"

        
break

    
fi

done

```

### Funções
O scripts em Shell também aceitam funções. Bash e sh aceitam um mesmo padrão de funções, mas o Bash também aceita um outro formato que o sh não reconhece. Ambos formatos são mostrados abaixo:
```
# Ambos aceitam esse formato

minha_função
(){

    
echo

}

# Esse formato apenas Bash aceitará

function
 
minha_função
(){

    
echo

}

```

Para chamar uma função basta digitar o nome da função em uma linha após a declaração da função como se fosse um comando. Exemplo:
```
nova_função
()
 
{

    
echo
 
"Olá, Mundo!"

}

nova_função

```

#### Status de saída
O status de saída de um comando executado são valores, retornados pela chamada do sistema waitpid ou função equivalente. Os valores para o status de saída ficam entre 0 e 255; Os status de saída dos Shell builtins e comandos compostos também são limitados a esse intervalo. Sob certas circunstâncias, o shell usará valores especiais para indicar modos de falha específicos.
Para os propósitos do Shell, um comando que sai com um status de saída igual a 0 (zero) significa que a execução do script foi bem-sucedida. Você pode ver os exemplos passados anteriormente onde a última linha do script o status de saída é 0 (zero). Já um status de saída diferente de zero indica falha. Esse esquema aparentemente contra-intuitivo é usado para que haja uma maneira bem definida de indicar sucesso e uma variedade de maneiras para indicar vários modos de falha.

Quando um comando termina em um sinal fatal cujo número é N, o Bash por exemplo usa o valor 128+N como status de saída. Se um comando não for encontrado, o processo filho criado para executá-lo retornará um status 127. Se um comando for encontrado, mas não for executável, o status de retorno será 126. Um exemplo de uma implementação simples de status de saída: 
```
[
 
!
 
-e
 
/bin/bash
 
]
 
&&
 
{
 
exit
 
2
;
 
}

```

O próximo exemplo irá checar se um comando não foi executado com sucesso: 
```
ping
 
-c1
 
wikipedia..org

[
 
$?
 
-ne
 
0
 
]
 
&&
 
echo
 
"O comando ping emitiu algum erro."

```

Os script passados acima são para exemplos de implementação..

## Exemplos de uso

### CriarShell script
Para criar um Shell script você precisa saber, antes, qual linguagem de script irá utilizar . Se for utilizar Bash, por exemplo, basta criar um arquivo com a extensão  .sh e colocar na primeira linha desse arquivo o shebang para bash.

Para distribuições com base Linux, abra o terminal e digite os seguintes comandos:
```
echo
 
'#!/usr/bin/env bash'
 
>
 
novo_script.sh

```

E depois de criado você deve tornar o arquivo executável, utilizando o seguinte comando: chmod u+x novo_script

### Verificar parâmetros de linha de comando
Para verificar parâmetros de linha de comando com Bourne shell, há apenas uma maneira recomendável: utilizar loop + case + shift. Já com Bash há mais de uma, pelo fato de o Bash suportar expressões regulares.

Testar parâmetros utilizando loop + case + shift:
```
while
 
[
 
$#
 
-gt
 
0
 
]
;
 
do

    
case
 
"
$1
"
 
in

        
version
 
|
 
-v
)
 
echo
 
"Release v0.1.0 - from Wikipedia.org"
;;

        
*
)
 
echo
 
"
$0
: Este parâmetro '
$1
' não foi reconhecido, saindo..."
;
exit
 
1
;;

    
esac

    
shift

done

```

O loop while acima irá iniciar se e somente se houver um parâmetro. O case irá analisar os parâmetros e o shift irá mudar de parâmetros se houver mais de um e terminar o loop caso não haja mais nenhum. Caso você tenha muitas opções para o seu script deixe help e version sempre como as primeiras e utilize break para terminar o loop.

### Apagar arquivos antigos
Apagar periodicamente arquivos mais velhos que 30 dias do diretório /tmp:
```
#!/usr/bin/env bash

cd
 
/tmp
find
 
.
 
-type
 
f
 
-mtime
 
+30
 
-delete

```